# Zygottus
Zygottus Chamberlin, 1949 è un genere di ragni appartenente alla famiglia Linyphiidae.

## Distribuzione
Le due specie oggi attribuite a questo genere sono state reperite in America settentrionale.

## Tassonomia
Dal rinvenimento degli esemplari originali da parte di Chamberlin nel 1948, non ne sono stati esaminati altri al 2012.
A giugno 2012, si compone di due specie:
- Zygottus corvallis Chamberlin, 1948[3] — USA
- Zygottus oregonus Chamberlin, 1948 — USA